# Pohlia merapicola
Pohlia merapicola là một loài Rêu trong họ Bryaceae. Loài này được (Baumgartner & J. Froehl.) B. C. Ho, B.C. Tan & Hernawati mô tả khoa học đầu tiên năm 2006.